# Michail Tolstych
Michail Sergeevič Tolstych (in russo Михаи́л Сергéевич Толсты́х? e in ucraino Михайло Сергійович Толстих?, Mychajlo Serhijovyč Tolstych; tras. angl.: Mikhail Sergeyevich Tolstykh), meglio conosciuto col nome di battaglia: Givi (in russo Ги́ви?; Ilovajs'k, 19 luglio 1980 – Donec'k, 8 febbraio 2017) è stato un attivista e militare ucraino.
Dal 2014 fino alla sua morte è stato comandante della Milizia popolare del Donbass e comandante del Battaglione "Somalia" durante la guerra nell'Ucraina orientale.

## Biografia
Michail Tolstych si arruolò con le forze separatiste sin dagli inizi della guerra, dopo che venne personalmente coinvolto nella battaglia di Ilovajs'k. Givi comandò le milizie separatiste nella seconda battaglia dell'aeroporto di Doneck.

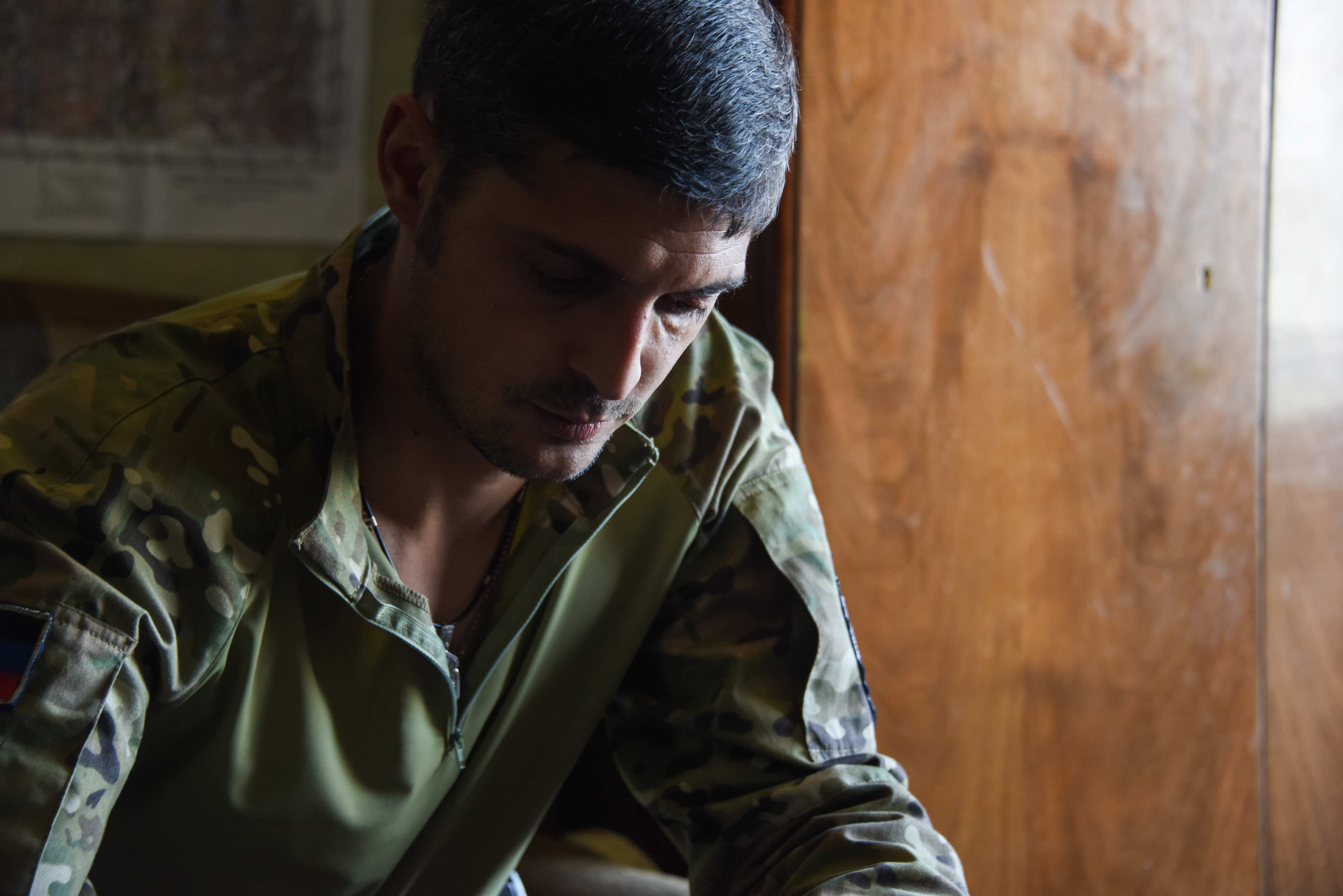
Michail Tolstych a Doneck il 9 giugno 2015

Nel febbraio 2015, il nome di Tolstych venne incluso nella lista delle sanzioni dal Consiglio europeo.
In seguito alla morte del collega e amico Arsen Pavlov, Comandante del Battaglione Sparta, in un'intervista al canale televisivo Zvezda affermò quanto segue:
All'inizio di febbraio 2017, durante i combattimenti nei pressi di Avdiivka, è stato ferito alla gamba da alcune schegge.
Tolstych è stato ucciso l'8 febbraio 2017 alle 06:12 all'interno del suo quartier generale a Donec'k da un missile Shmel che ha provocato un incendio all'interno. Secondo i media si sarebbe trattato di un attentato terroristico. Le fonti ufficiali della Repubblica Popolare di Doneck ritengono che sia stato un attacco diretto da parte dell'esercito Ucraino.
In connessione con la morte del Colonnello, nella DPR è stato dichiarato un lutto di tre giorni. Ai suoi funerali, il 10 febbraio 2017, hanno preso parte circa 55 mila persone. È stato sepolto con gli onori militari presso il cimitero chiamato "Mare di Donec'k", a Donec'k.